# Liste der Kulturdenkmäler in Oberelz
In der Liste der Kulturdenkmäler in Oberelz sind alle Kulturdenkmäler der rheinland-pfälzischen Ortsgemeinde Oberelz aufgeführt. Grundlage ist die Denkmalliste des Landes Rheinland-Pfalz (Stand: 17. Juli 2023).

## Einzeldenkmäler
| Bezeichnung                           | Lage                                                     | Baujahr | Beschreibung                                 | Bild                           |
| ------------------------------------- | -------------------------------------------------------- | ------- | -------------------------------------------- | ------------------------------ |
| Katholische Filialkirche St. Nikolaus | Hauptstraße Lage                                         | 1750    | Saalbau, 1750                                | weitere Bilder Fotos hochladen |
| Wegekapelle                           | westlich des Ortes im Wald; Distrikt Beutelstälchen Lage | 1823    | Putzbau, teilweise Fachwerk, bezeichnet 1823 | Fotos hochladen                |